# 拉罗什米耶
拉罗什米耶（法語：Larochemillay）是法国涅夫勒省的一个市镇，位于该省东南部，属于希农堡（城）区。该市镇总面积41.15平方公里，2009年时的人口为285人。

## 人口
拉罗什米耶人口变化图示